# George Gaylord Simpson
George Gaylord Simpson (16 juni 1902 - 6 oktober 1984) was een Amerikaanse paleontoloog en een van de architecten van de moderne synthese binnen de evolutietheorie.
Simpson werd geboren in Chicago als jongste kind van Joseph Alexander Simpson (advocaat) en Helen Julia Kinney. In 1918 beëindigde hij de highschool, waarna hij ging studeren aan de Universiteit van Colorado. Daarna vertrok hij naar de Yale-universiteit waar hij in 1926 afstudeerde in de geologie en paleontologie. Een jaar later werd hij assistent-conservator van het American Museum of Natural History.
In 1958 ontving Simpson de Darwin-Wallace Medal van de Linnean Society of London. Deze kende hen in 1962 de Linnean Medal toe. In 1962 kreeg hij de Darwin Medal van de Royal Society. In 1978 kreeg hij de AIBS Distinguished Scientist Award van het American Institute of Biological Sciences.  
Simpson stierf in 1984 aan de complicaties van een langdurige longontsteking.

## Moderne synthese
Simpson realiseerde zich dat de evolutiebiologie toe was aan een nieuwe methode. Hij ontwikkelde een theorie die drie soorten evolutie inhield: speciatie, fylogenetische evolutie en kwantumevolutie. Ook introduceerde hij de statische methode voor het beschrijven van fossielen en evolutionaire processen. 

## Reizen
Simpson heeft beroepshalve alle continenten bereisd (behalve Antarctica). 